# كينارد وينشستر
كينارد وينشستر (بالإنجليزية: Kennard Winchester)‏ مواليد 3 سبتمبر 1966 في تشيسترتاون، هو لاعب كرة سلة أمريكي سابق. بدأ مسيرته الاحترافية في سنة 1989. يبلغ طوله 6 قدم 5 بوصة (2.0 م). اعتزل اللعب في 1996.

## المسيرة الاحترافية
لعب مع أسوسيان ديبورتيفا أتيناس في الدوري الأرجنتيني في موسم 1989–1990، ثم لعب مع هيوستن روكتس في موسم 1990–1991، ثم لعب مع نيويورك نيكس في موسم 1991–1992، ثم لعب مع هيوستن روكتس في موسم 1992–1993، ثم لعب مع نادي أوليمبيا لكرة السلة في موسم 1994–1995، ثم لعب مع لو مان سارت باسكت في الدوري الفرنسي في موسم 1995–1996.

## روابط خارجية
- كينارد وينشستر على موقع إن بي أي (الإنجليزية)
- كينارد وينشستر على موقع سبورتس رفرنس (الإنجليزية)
- كينارد وينشستر على موقع كرة السلة الأوروبية.كوم (الإنجليزية)
- كينارد وينشستر على موقع كلية كرة السلة في سبورتس رفرنس.كوم (الإنجليزية)
- كينارد وينشستر على موقع ريلجم (الإنجليزية)
- كينارد وينشستر على موقع بروبوليرز (الإنجليزية)